# Palimbia illyrica
Palimbia illyrica är en flockblommig växtart som beskrevs av Günther von Mannagetta und Lërchenau Beck. Palimbia illyrica ingår i släktet Palimbia och familjen flockblommiga växter. Inga underarter finns listade i Catalogue of Life.